# Kentish Town West
Kentish Town West – stacja kolejowa w Londynie, na terenie London Borough of Camden, zarządzana i obsługiwana przez London Overground jako część North London Line. W roku statystycznym 2006/07 ze stacji skorzystało ok. 824 tysiące pasażerów.